# ジョン・ラーム
- ホン・ラーム
- ヨン・ラーム

ジョン・ラーム・ロドリゲス（バスク語: Jon Rahm Rodríguez: ヨン・ラーム・ロドリゲス, 1994年11月10日 - ）は、スペイン・バスク州ビスカヤ県バリカ出身のプロゴルファー。
アメリカ合衆国のアリゾナ州フェニックスに居住している。2015年から2016年にかけて計60週で世界アマチュアゴルフランキング1位となり、2016年の全米オープンでは23位タイでローアマチュアとなった。2017年1月のファーマーズ・インシュランス・オープンでPGAツアー初優勝を飾った。2018年1月にキャリアビルダー・チャレンジで優勝したことで、大会後には世界ランキング2位となった。2021年の全米オープンで、メジャー初優勝を成し遂げた。

## 経歴

### アマチュア
1994年にスペインのバスク州ビスカヤ県バリカに生まれた。フィル・ミケルソンやポール・ケーシーなどの卒業生がいるアメリカ合衆国のアリゾナ州立大学に進学し、ミケルソンの16勝に次ぐ11勝という同校歴代2位の記録を残した。なお、アメリカに渡った時にはまったく英語が話せなかった。2014年には男子アマチュアゴルフの国別対抗戦であるアイゼンハワートロフィーで個人優勝した。2015年と2016年にはカレッジゴルフ界最高の賞であるベン・ホーガン賞を2年連続で受賞しているが、1990年に設立された同賞では唯一の2年連続受賞者である。
2015年にはアマチュアとしてフェニックス・オープンに出場し、優勝者と3打差の5位タイとなった。2015年4月1日には世界アマチュアゴルフランキングで28人目のランキング1位となり、25週間にわたって1位の座を守った。2015年9月23日には1位の座をマーベリック・マクニーリーに明け渡したが、5週間後の2015年10月28日は1位の座を奪い返し、2016年1月29日まで35週間にわたって1位の座を維持した。パトリック・カントレーの55週間を抜き、歴代最長記録を塗り替えた。
2015年の全米アマチュアゴルフ選手権では準々決勝でデレク・バードに敗れた。2015年にはその年の世界最高のアマチュアに与えられるマコーマックメダルを受賞した。2016年には全米オープンと全英オープンで予選を突破した。全米オープンでは7オーバーの23位タイでローアマチュアとなった。

### プロ

#### 2016
2016年の全米オープン後にプロ転向した。プロ転向後初戦となったクイックン・ローンズ・ナショナルでは最初の2日間を首位または首位タイで回り、最終的には優勝したビリー・ハーリー3世と4打差の3位となった。カナディアン・オープンでは優勝したジョナサン・ベガスと1打差の2位タイとなり、残りのシーズンのスペシャル・テンポラリー・メンバー（特別暫定会員）の資格を得た。

#### 2017
2017年1月後半のファーマーズ・インシュランス・オープンでは、最終ホールで20ヤードのイーグルショットを決めるなどしてPGAツアー初優勝を飾ると、世界ランキングは137位から46位に急浮上した。3月初頭にはキャデラック選手権に出場し、優勝したダスティン・ジョンソンに2打差の3位タイとなった。3月下旬のWGCマッチプレーでは決勝でダスティン・ジョンソンに敗れたものの準優勝し、世界ランキングを14位まで上げた。マスターズ・トーナメントで27位タイ、ウェルズ・ファーゴ選手権で4位、フォートワース・インビテーショナルで2位タイなどとなり、世界ランキングでトップ10に入った。
ヨーロピアンツアーではオープン・ド・フランスで10位タイとなり、2017年7月のアイリッシュ・オープンでは2位に6打差をつけてヨーロピアンツアー初優勝した。2017年のヨーロピアンツアー最終戦であるドバイ世界選手権で優勝し、同年のヨーロピアンツアーの最優秀新人に輝いた。

#### 2018
2018年開幕戦のヒュンダイ・トーナメント・オブ・チャンピオンズではダスティン・ジョンソンに8打差の2位となった。2018年1月後半のキャリアビルダー・チャレンジでは、アンドリュー・ランドリーとのプレーオフの末にPGAツアー2度目の優勝を飾った。この大会後には世界ランキングが自己最高の2位となった。プロ転向後わずか38戦で4勝を挙げており、この優勝頻度は過去30年間ではタイガー・ウッズに次ぐ2位である。

#### 2021
2021年6月20日の全米オープン最終日、首位と3打差の6位から出たラームは、5バーディー、1ボギーの67をマークし通算6アンダーに伸ばし、逆転でメジャー初優勝を飾った。全米オープン制覇はスペイン人として初の快挙である。

## 人物
地元のサッカークラブのアスレティック・ビルバオの熱心なファンである。祖父も35年間にわたってアスレティック・ビルバオのソシオ（クラブ会員）だった。ジョン・ラーム自身は7歳の時にソシオとなり、14歳になるまでホームゲームのたびにエスタディオ・サン・マメスに通った。スポーツブランドと契約して既製品を使用せざるを得なくなるまで、ゴルフバッグにアスレティック・ビルバオの紋章を刺繍していた。フォワードのアリツ・アドゥリスと親しく、アドゥリスはゴールパフォーマンスとしてゴルフのスイングの真似をすることがある。
プレー中によく怒りをあらわにするなど短気なことで知られ、松山英樹が「怖い」というほどの暴れん坊である。2018年のフェニックス・オープンの最終ラウンドではクラブを地面に叩きつけた。

## 優勝 (20勝)

### PGAツアー (11勝)
| 大会グレード                         |
| メジャー選手権 (2)                   |
| フェデックス・カップ・プレーオフ (1) |
| シグネチャーイベント (2)             |
| ツアー (6)                           |

| No. | 年月日        | 大会                                                                         | 優勝スコア      | アンダーパー | 打差       | 2位 (タイ)                                |
| --- | ------------- | ---------------------------------------------------------------------------- | --------------- | ------------ | ---------- | ----------------------------------------- |
| 1.  | 2017年1月29日 | ファーマーズ・インシュランス・オープン                                       | 72-69-69-65=275 | -13          | 3打差      | チャールズ・ハウエルIII 潘政琮            |
| 2.  | 2018年1月21日 | キャリアビルダー・チャレンジ                                                 | 62-67-70-67=266 | -22          | プレーオフ | アンドリュー・ランドリー                  |
| 3.  | 2019年4月28日 | チューリッヒ・クラシック・オブ・ニューオリンズ ( ライアン・パーマーとのペア) | 64-65-64-69=262 | -26          | 3打差      | トミー・フリートウッド セルヒオ・ガルシア |
| 4.  | 2020年7月19日 | メモリアル・トーナメント                                                     | 279             | -9           | 3打差      | ライアン・パーマー                        |
| 5.  | 2020年8月30日 | BMW選手権                                                                    | 75-71-66-64=276 | -4           | プレーオフ | ダスティン・ジョンソン                    |
| 6.  | 2021年6月20日 | 全米オープン                                                                 | 69-70-72-67=278 | -6           | 1打差      | ルイ・ウーストハイゼン                    |
| 7.  | 2022年5月1日  | Mexico Open                                                                  | 64-66-68-69=267 | -17          | 2打差      | Tony Finau Kurt Kitayama Brandon Wu       |
| 8.  | 2023年1月8日  | セントリー・トーナメント・オブ・チャンピオンズ                               | 64-71-67-63=265 | -27          | 2打差      | コリン・モリカワ                          |
| 9.  | 2023年1月22日 | ザ・アメリカン・エキスプレス (2)                                             | 64-71-67-63=261 | −27          | 2打差      | Davis Thompson                            |
| 10. | 2023年2月19日 | ジェネシス・インビテーショナル                                               | 65-68-65-69=267 | -17          | 2打差      | Max Homa                                  |
| 11. | 2023年4月9日  | マスターズ・トーナメント                                                     | 276             | -12          | 3打差      | ブルックス・ケプカ                        |

### ヨーロピアンツアー (10勝)
| 大会グレード         |
| メジャー選手権 (2)   |
| ドバイ世界選手権 (3) |
| ツアー (5)           |

| No. | 年月日         | 大会                     | 優勝スコア      | アンダーパー | 打差  | 2位 (タイ)                                    |
| --- | -------------- | ------------------------ | --------------- | ------------ | ----- | --------------------------------------------- |
| 1.  | 2017年7月9日   | アイリッシュ・オープン   | 65-67-67-65=264 | -24          | 6打差 | リッチー・ラムゼイ マシュー・サウスゲート     |
| 2.  | 2017年11月19日 | ドバイ世界選手権         | 69-68-65-67=269 | -19          | 1打差 | キラデク・アフィバーンラト シェーン・ローリー |
| 3.  | 2018年4月15日  | スペインオープン         | 67-68-66-67=268 | -20          | 2打差 | ポール・ダン                                  |
| 4.  | 2019年7月7日   | アイリッシュ・オープン   | 67-71-64-62=264 | -16          | 2打差 | アンディ・サリバン ベルント・ウィスバーガー   |
| 5.  | 2019年10月6日  | スペインオープン         | 66-67-63-66=262 | -22          | 5打差 | ラファ・カブレラ＝ベロ                        |
| 6.  | 2019年11月24日 | ドバイ世界選手権 (2)     | 269             | −19          | 1打差 | トミー・フリートウッド                        |
| 7.  | 2021年6月20日  | 全米オープン             | 69-70-72-67=278 | -6           | 1打差 | ルイ・ウーストハイゼン                        |
| 8.  | 2022年10月9日  | スペインオープン (3)     | 64-68-65-62=259 | -25          | 6打差 | Matthieu Pavon                                |
| 9.  | 2022年11月20日 | ドバイ世界選手権 (3)     | 268             | -20          | 2打差 | Tyrrell Hatton Alex Norén                     |
| 10. | 2023年4月9日   | マスターズ・トーナメント | 276             | -12          | 3打差 | ブルックス・ケプカ                            |

## 成績

### メジャー大会
| 大会                 | 2016  | 2017     | 2018     | 2019     | 2020  | 2021 |
| -------------------- | ----- | -------- | -------- | -------- | ----- | ---- |
| マスターズ           |       | 27位T    | 4位      | 9位T     | 7位T  | 5位T |
| 全米オープン         | 23位T | 予選落ち | 予選落ち | 3位T     | 23位T | 優勝 |
| 全英オープン         | 59位T | 44位T    | 予選落ち | 11位T    |       | 3位T |
| 全米プロゴルフ選手権 |       | 58位T    | 4位T     | 予選落ち | 13位T | 8位T |